# カトリック大学

バチカンの国章

カトリック大学（カトリックだいがく、英語: Catholic university）は、キリスト教カトリック教会あるいはカトリック修道会によって設立された大学の総称である。
なお、カトリック教会法典（1983年公布）によって、使徒座が直接設立母体となる教皇庁立大学（英語: Pontifical University）、修道会や教区の設立によるカトリック系大学などで規定が異なる。
世界最大のカトリック大学はイタリアに所在するサクロ・クオーレ・カトリック大学（バチカン・カトリック大学）である。